# Coming In
Coming In je německý hraný film z roku 2014, který režíroval Marco Kreuzpaintner. Snímek měl světovou premiéru 23. října 2014.

## Děj
Tom Herzner je populární berlínský kadeřník, který uvádí na trh novou značku svého pánského šampónu. K prezentaci se domluví s malým kadeřnictvím „Bel Hair“ ve čtvrti Neukölln, která však nedopadne podle jeho představ. Zde se seznámí s jeho provozovatelkou Heidi. Rozhodne se zde inkognito pracovat. Ačkoliv je Tom gay, zamiluje se do Heidi, což má dopad na jeho dosavadní osobní i profesní život.

## Obsazení
| Kostja Ullmann      | Tom Herzner     |
| Aylin Tezel         | Heidi           |
| Ken Duken           | Robert          |
| Katja Riemann       | Berta           |
| August Zirner       | Salvatore       |
| Denis Moschitto     | Bassam          |
| Tilo Prückner       | Erich           |
| Paula Riemann       | Maja            |
| Frederick Lau       | Didi            |
| Bruno Eyron         | Sam             |
| Mavie Hörbiger      | Mona            |
| Hanno Koffler       | Adrian          |
| Eugen Bauder        | Joao            |
| Max Felder          | Julian          |
| André Jung          | Harry           |
| Uwe Poppe           | vedoucí podniku |
| Nadine Wrietz       | Claudi          |
| Hildegard Schmahl   | Maria           |
| Emilia Pieske       | Lina            |
| Wolfgang Menardi    | Mercutio        |
| Nils Dörgeloh       | Tybalt          |
| Lutz Blochberger    | lékař           |
| Klaas Heufer-Umlauf | moderátor       |
| Harry Baer          | Martins         |